# 솔나방과
솔나방과는 곤충강 나비목의 한 과로, 세계적으로 150속에 약 2000여 종이 속해 있다.